# Werenowo (przystanek kolejowy)
Werenowo (biał. Воранава, ros. Вороново) – przystanek kolejowy w miejscowości Werenowo, w rejonie werenowskim, w obwodzie grodzieńskim, na Białorusi. Leży na linii Równe – Baranowicze – Wilno.
Przystanek istniał przed II wojną światową.